# Sputnik 21
Sputnik-21 byl sovětský neúspěšný pokus programu Veněra. Sputnik 21 byl vypuštěn 12. září 1962. Po explozi třetího stupně nosné rakety byl Sputnik 21 zničen.